# Vanclee

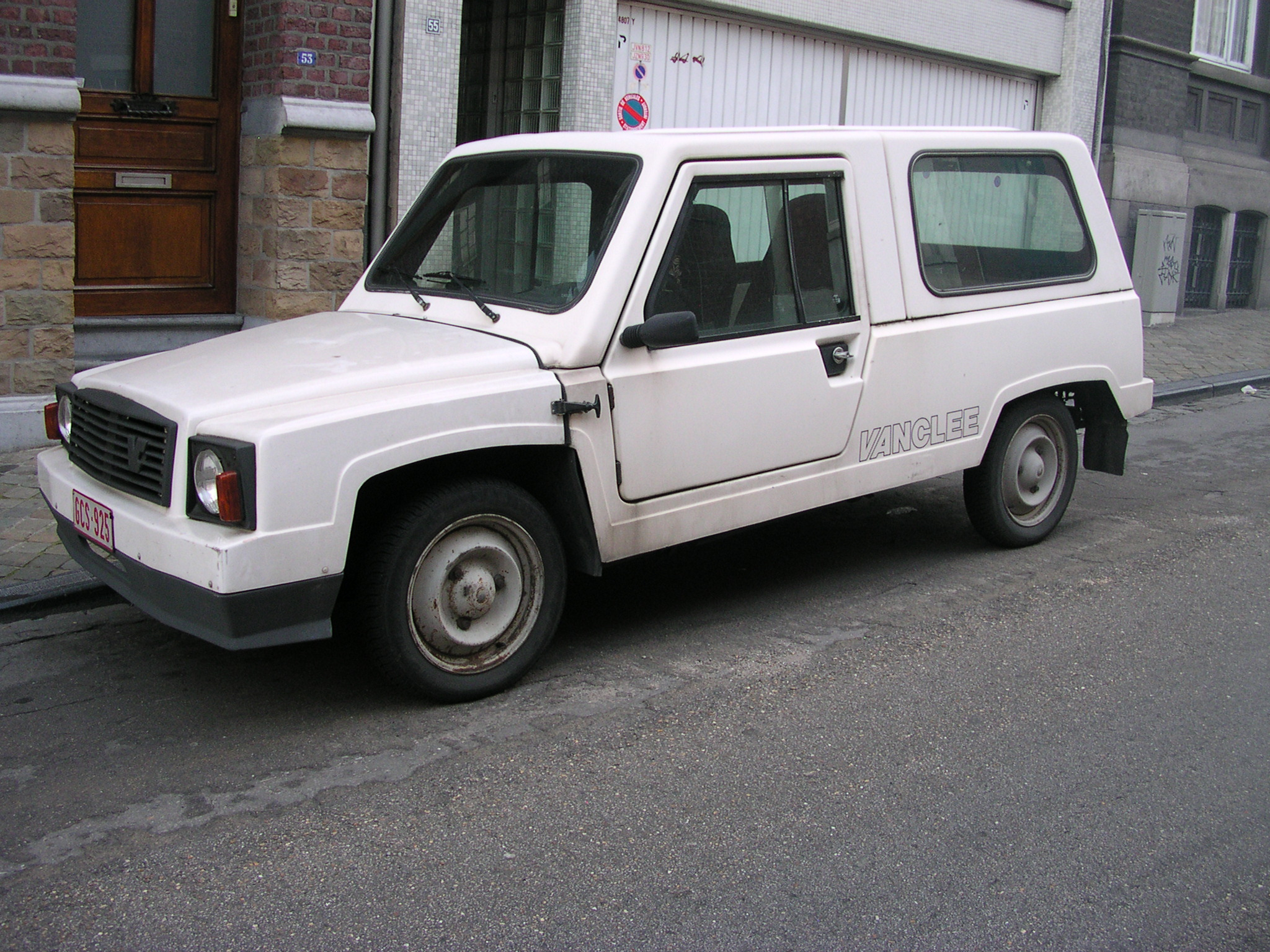
Vanclee Mungo

Vanclee was een Belgisch automerk uit Egem. De fabrikant was gespecialiseerd in het bouwen van buggy's op Volkswagen Kever-basis en lichte terreinvoertuigen op basis van de Citroën 2CV.

## Geschiedenis
Het merk werd in 1967 opgericht door Eric Vandewalle uit Roeselare. Zijn eerste buggy had een houten opbouw. Nadat Vandewalle Georges Cleerinckx leerde kennen, iemand die wel op de hoogte was van werken met kunststoffen zoals polyester, bouwden ze samen auto's met polyester carrosserie onder de naam Vanclee. De naam van de constructeur kwam dus van de eerste drie letters van de familienamen van de oprichters.
Na het ineenstorten van de markt door de economische malaise begin jaren 80 was het voor de buggy's en de sportwagen-buggy Highway over. Het bedrijf bouwde vervolgens nog wel de Mungo op basis van de 2CV tot 1989. Oprichter Eric Vandewalle overleed in 2000 aan een slepende ziekte.

## Modellen

### Op VW-basis
Het model Highway was een buggy en was gebaseerd op het chassis van de Volkswagen Kever. Voor de aandrijving werden motoren van VW gebruikt, naar keuze met 1600 cc of 2000 cc cilinderinhoud.

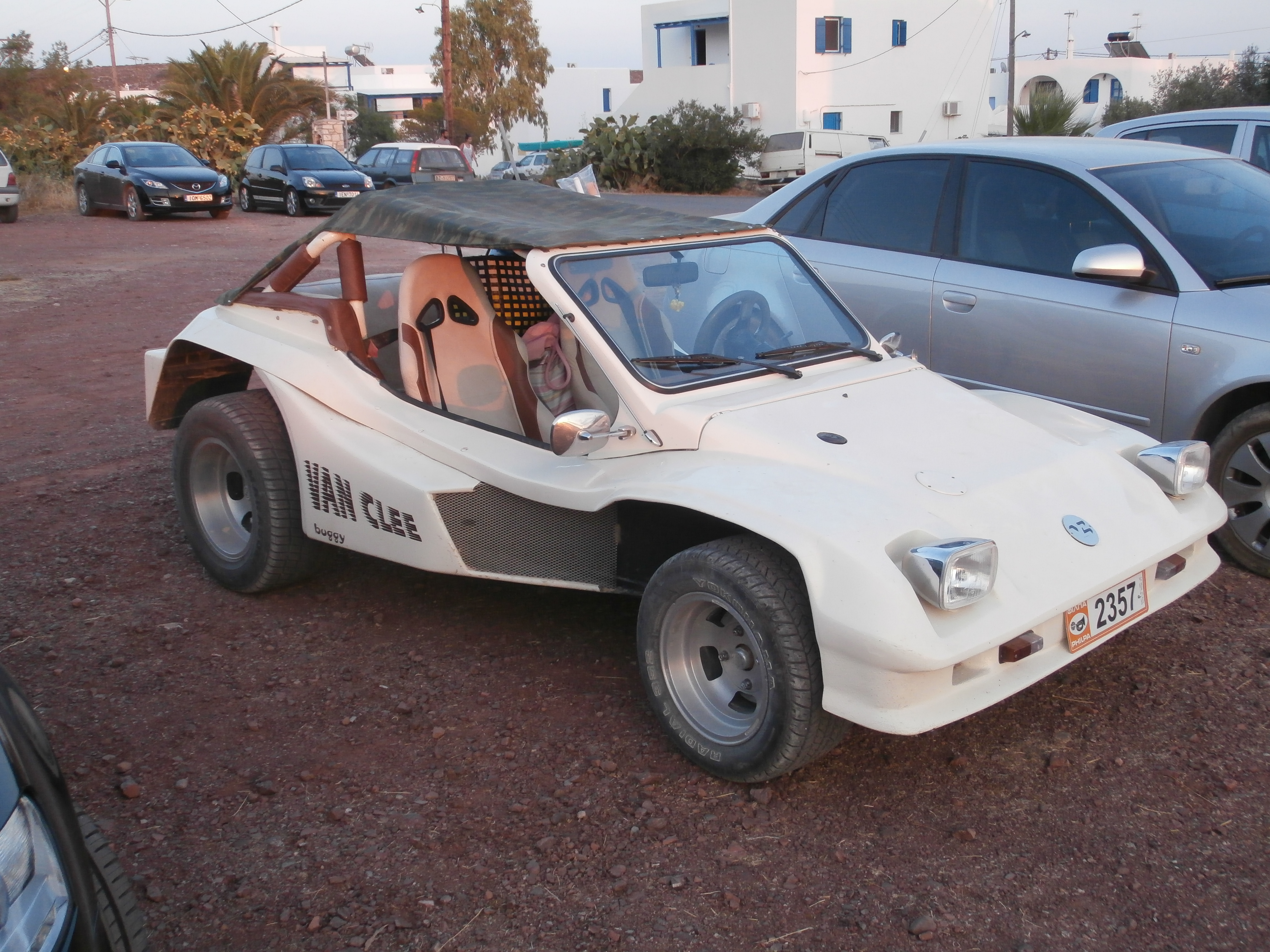
Vanclee Highway

### Op Citroën-basis
De modellen 600 Mungo, Ernet, Ernu en Rusler waren gebaseerd op het chassis van de Citroën 2CV. De originele tweecilinder boxermotor met een cilinderinhoud van 602 cc dreef de voorwielen aan. De auto's hadden een kunststof carrosserie en naar keuze een textieldak of een hardtop voor het achterste voertuigdeel. De 600 Mungo was 25 cm korter dan een Citroën Méhari.

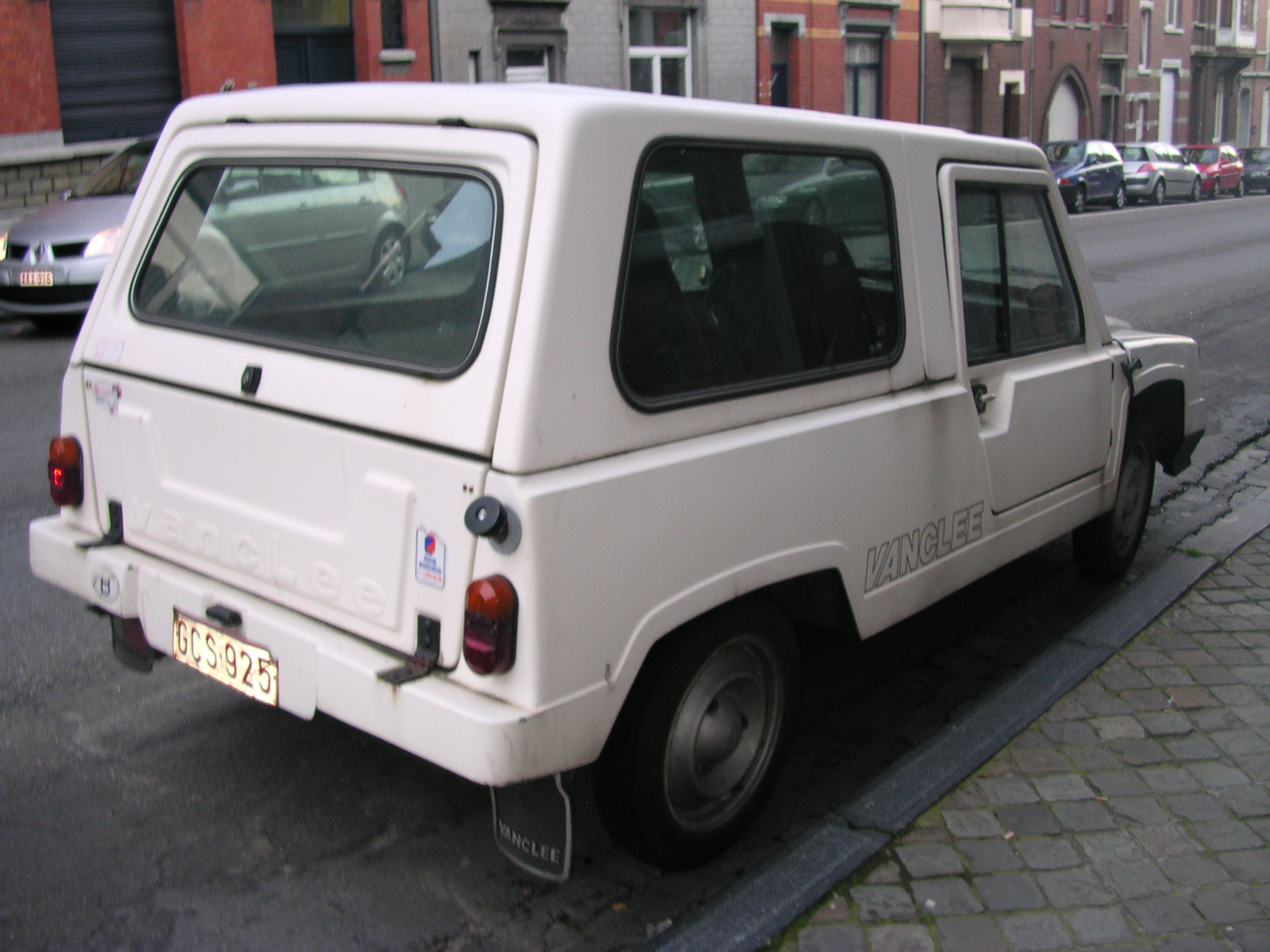
Vanclee Mungo